# ウェスティングハウス・エレクトリック
- Westinghouse
- ウェスチングハウス
- ウェスティングハウス

ウェスティングハウス・エレクトリック・コーポレーションまたはウェスチングハウス・エレクトリック・コーポレーション（英: Westinghouse Electric Corporation, WEC ）は、1886年にジョージ・ウェスティングハウスによって設立されたアメリカの製造会社。当初はウェスティングハウス・エレクトリック & マニュファクチャリング・カンパニーという社名だったが、1945年にウェスティングハウス・エレクトリック・コーポレーションに改名した。1995年にCBSテレビネットワークを買収すると、1999年にバイアコムに買収されるまで、CBSコーポレーションと改名した。バイアコムへの合併は2000年4月26日に完了した。

## 概略
19世紀後半、エジソンと同時代の発明家、ジョージ・ウェスティングハウスがその発明を事業化したのが始まり。創業期においてウィリアム・スタンリー、ニコラ・テスラら天才的な技術者を多数擁し、交流、特に三相交流発送電による電力事業を開拓、その技術を確立した。これをイギリスのチャールズ・マーズが採り入れようと長いこと政治の世界と綱引きをして、やがてナショナル・グリッドという全国的送電網を企業体として成立させる流れにつなげた。
また主要な陸上交通であった鉄道の動力装置や、自動空気ブレーキシステム等、基礎となる安全技術の発展に貢献した。放送の黎明期においても、主要都市にラジオ・テレビ局を次々と開局。CBSを買収した当時、ウェスティングハウスが保有していたテレビ局が5局あったが、CBSの加盟局でなかった3つの都市のテレビ局はネットチェンジが行われた末、CBSの直営局となっている。また、自らテレビ番組の製作部門も持っていた。
以来、電気、機械関係を中心に軍事用・民生用の双方で多岐に渡る事業を展開。1950年代以降は加圧水型原子炉（PWR）の開発・製造で独占的地位を占めた。
しかし、1980年代頃からそれまでの中心事業の売却や分離が相次ぐようになる。1997年には放送以外の大半の事業を売却し、社名も伝統的なウェスティングハウスからCBSコーポレーションへ変更した。1998年には最後に残っていた製造部門である原子力部門も英国核燃料会社（BNFL）社に売却した。
そして最終的に1999年、CBSコーポレーション本体もバイアコムによって買収され、1886年に創業したアメリカの歴史的企業はその幕を閉じた。

## 現存する同名企業
ウェスティングハウス・エレクトリック・コーポレーションとウェスチングハウス・エレクトリック・カンパニーの2社は旧・ウェスティングハウス・エレクトリックの流れを汲み、現在も同名で商売を行っている。
「コーポレーション」はCBSコーポレーションが1998年に新設した子会社で、「ウェスティングハウス」の商標・ブランドの管理をおこなっている。現在はCBSコーポレーション（旧・バイアコム。旧・WECの同名会社とは別会社）の傘下にあり、この会社からのライセンスにより、ウェスティングハウス・ブランドの液晶テレビなどの製品が販売されている。
「カンパニー」（ウェスチングハウス・エレクトリック）は、CBSコーポレーションが1998年に売却した旧・WECの原子力部門で、英国核燃料会社（BNFL）を経て2006年からは東芝グループとなり、多国籍企業として原子力関連事業を運営していた。2017年3月29日に米連邦倒産法第11章の適用をニューヨーク州連邦裁判所に申請。2018年1月4日にブルックフィールド・ビジネス・パートナーズへ売却された。

## 沿革

### 1880年代、1890年代（創業期）
- 1846年、ペンシルバニア鉄道が創業。
- 1884年、通信社ダウ・ジョーンズが、ダウ・ジョーンズ輸送株平均を創設。
- 1885年、プロイセン王国のシーメンスから発電機の特許を取得した。日本郵船が設立。
- 1886年、発明家のジョージ・ウェスティングハウスにより、ペンシルベニア州ピッツバーグにてウェスティングハウス・エレクトリック・カンパニー（Westinghouse Electric Company）として創業する[2]。最初の特許申請は「発電のシステム」だった[3]。
- 1888年、ジョージ・ウェスティングハウスはニコラ・テスラから多相交流システムと誘導モーターの特許を取得した。
- 1889年、社名をウェスティングハウス・エレクトリック & マニュファクチャリング・カンパニー（Westinghouse Electric & Manufacturing Company）に変更。
- 1890年、最初の長距離送電線を導入。ウィラメット滝からオレゴン州ポートランドまでの14マイルをカバーした。
- 1891年、世界初の商業用交流発電システム（エームズ水力発電プラント）を建設。高圧送電線で、カリフォルニア州ポモナ、サンアントニオキャニオン、サンバーナーディーノを繋ぐ。
- 1893年、シカゴ万国博覧会を50万個のライトでライトアップし、二相交流発電機や配電システムを展示。送電方法に関するゼネラル・エレクトリック社との争いに勝利。
- 1894年、実用的多相誘導モーターを初めて導入した。
- 1895年、ニューヨーク州バッファローへの電力供給用に、ナイアガラ滝に水力交流発電機を設置。
- 1899年、ブリティッシュ・ウェスティングハウス・エレクトリック & マニュファクチャリング・カンパニー（British Westinghouse Electric and Manufacturing Company）を設立。

### 1900年代〜1920年代（事業拡大・変革期）
- 1900年、ハートフォード電灯社のために蒸気タービン発電機を製造。既に50000人近くを雇用する企業となっていた。
- 1901年、コネチカット州ブリッジポートのブライアント・エレクトリック・カンパニーを買収（ブライアント・エレクトリック・カンパニーは子会社として存続）。
- 1904年、東ピッツバーグ研究所に6人からなる工業研究部門を設立。
- 1906年、正式に研究部門を設立。
- 1909年、初のタングステン・フィラメント電球を発売。
- 1910年、ジョージ・ウェスティングハウスが会社を引退。
- 1911年、米海軍軍艦ネプチューン（英語版）の電力を供給する歯車伝動蒸気タービン駆動装置を導入。
- 1914年、ミシガン州フリントのコープマン電気ストーブ株式会社をロイド・グロフ・コープマンより買収、同社をオハイオ州マンスフィールドに移転し、家庭機器市場へ参入（その後、1974年にホワイト社に売却）。
- 1914年、ジョージ・ウェスティングハウスが死去、生涯に361の特許を取り、60の企業を設立した。
- 1915年、ニューイングランド・ウェスティングハウス・カンパニー（New England Westinghouse Company）を設立。最初の製品としてモシン・ナガン・ライフル銃をロシア帝国軍に供給する。
- 1915年、米国企業としてはじめて全社員対象の年金制度を確立する。
- 1916年、英国の持ち株会社とブリティッシュ・ウェスティングハウスを共同出資。同社はメトロポリタン＝ヴィッカース（Metropolitan-Vickers）となる。
- 1919年、初のアメリカ製船舶用ディーゼルエレクトリック推進装置を製造。
- 1920年11月2日、自社の技術者フランク・コンラッドの実験放送を発展させて、世界初の放送局「KDKA」をピッツバーグに開局し、放送事業を開始する。
- 1923年、三菱電機と提携する。（1941年に太平洋戦争が勃発したため解消するが、戦後再開する）
- 1926年、グリッドグロー管を開発。
- 1928年、テレビジョン撮像管「アイコノスコープ」の元となったものを発売（⇒ウラジミール・ツヴォルキン）。

### 1930年代、1940年代
- 1930年代、粒子加速器を開発し、原子力開発時代の幕を開ける。MHD発電を発明。
- 1931年、当時アメリカで最大の商用船舶であったSSプレジデントクーリッジ（英語版）を電化する。
- 1932年、イグナイトロン水銀整流器を発表する。
- 1934年、オハイオ州マンスフィールドに「明日の家（Home of Tomorrow）」をオープンし、同社の家庭用機器のデモを行う。
- 1935年、世界最長の連続電気式スチール焼鈍炉を、ミシガン州ディアボーンのフォードモーターに完成させる。
- 1937年、原子核研究の目玉として最初の工業用粒子加速器を製造した。
- 1940年代、航空機搭載レーダー、ジェットエンジン、地上空港用照明にて航空産業に参入（防衛用電子機器は1999年に売却）。
- 1941年、グランド・クーリーダムで同社製水力発電機が稼働開始。同年、同社の労働組合、および米国労働者協会活動との争議の後、労働者側を支持する連邦高裁の決定を受けて、全米電気ラジオ機器労働者連合との間に全米労働者協約を締結する。
- 1941年、1925年から傘下の機械・歯車メーカーであるNatal Co.Ltdとともに開発していた鉄道車両用車軸無装架駆動方式の一種であるWNドライブがシカゴ・ノースショア・アンド・ミルウォーキー鉄道の新造した画期的な軽量高速連接車である「エレクトロライナー」に採用される（ただしカルダン駆動方式自体は、異方式ではあるものの、既に同国の他社が開発したものが他の鉄道事業者によってそれより以前に採用している）。
- 1945年、ウェスティングハウス・エレクトリック & マニュファクチャリング・カンパニーからウェスティングハウス・エレクトリック・コーポレーション（Westinghouse Electric Corporation）に改名。世界初の自動エレベーターを製作する。
- 1948年、WNドライブがウェスティングハウス・エア・ブレーキ（WABCO）の開発したSMEE電磁直通ブレーキと共にニューヨーク市地下鉄R12形電車へ採用され、大量生産が開始される。この電車のシステムはライセンス供与によって日本の営団300形電車へ採用され、新幹線0系電車をはじめ以後の日本の電気鉄道技術に重大な影響を与えた。

### 1950年代〜1970年代
- 1950年代、ウェスティングハウス・クレジット・コーポレーションを設立し、金融業へ参入。
- 1953年、建造中の米海軍原子力潜水艦「ノーチラス」用の原子炉S2W炉を製造・納入（1955年就役）
- 1956年、携帯用ラジオセットを昭和天皇に献上[4]。
- 1960年、世界初の原子力空母「エンタープライズ」用の原子炉A2W炉を製造・納入。
- 1960年代 テルモキングを買収。自動公共交通機関事業を開始する（1988年に売却）。"You Can Be Sure If It's Westinghouse"を家庭機器事業のコマーシャル・スローガンとして採用。
- 1961年、ヤンキーロー発電所が運転を開始（商業用初の加圧水型原子炉）。
- 1970年代、主要な家庭期機器事業をホワイト社に売却し、ホワイト–ウェスティングハウスを設立。
- 1979年、イラン革命の勃発により、イラン国内での石油精錬事業を売却、同国での他の民間プロジェクトも中止する。
- 1972年、パブリック・サービス・エンタープライズ・グループ（英語版）に水上原子力発電所を建設するためにニューポート・ニューズ造船所と共同でオフショア・パワー・システムズ（英語版）社を設立。

### 1980年代
- 1981年、ケーブルテレビ事業者のテレプロンプターを買収（1986年に売却）。
- 1982年、ロボットメーカーのユニメーションを買収。
- 1982年、街灯事業をクーパーライティング社に売却。
- 1984年、オフショア・パワー・システムズが事業を行わないまま解体。
- 1988年、エレベーター/エスカレーター事業をシンドラーグループに売却。
- 1988年、創業期の工場であったイーストピッツバーグプラントを閉鎖。
- 1989年、スイスのアセア・ブラウン・ボベリが変電・送配電部門を買収。

### 1990年代（終焉期）
- 1994年、電力事業と管理ビジネス部門をイートン・コーポレーションに10億ドルで売却。
- 199x年、情報通信・電話サービス販売事業をウェスティングハウス・コミュニケーション（Westinghouse Communications）として分離
- 1995年、放送会社（局）「CBS」を54億ドルで買収する。その他の事業の売却をはじめた。
- 1996年、インフィニティ・ブロードキャスティング（英語版）を購入、防衛エレクトロニクス事業を売却。
- 1996年、防衛産業部門のウェスティングハウス・エレクトロニック・システムズをノースロップ・グラマンに30億ドルで売却。同部門はノースロップ・グラマン・エレクトロニック・システムとなる。
- 1997年、原子力以外の発電部門をシーメンスに売却、2005年まではシーメンス・ウェスティングハウス発電（英語版）として運用された。
- 1997年、社名をCBSコーポレーションに変更。歴史的な総合電機メーカーとしてのウェスティングハウス・エレクトリックに幕が降りる。
- 1998年、最後まで残っていた商業用原子力部門を英国核燃料会社（BNFL）に売却[注 3]
- 1998年、CBSコーポレーションは子会社としてウェスティングハウス・エレクトリック・コーポレーション（英語版）を設置し、ウェスティングハウス（ウェスチングハウス）商標の管理事業を開始。現ウェスティングハウス・エレクトリック・コーポレーションは一般にはウェスティングハウス・ライセンシング・コーポレーションとして知られている。
- 1999年、バイアコムに吸収合併される。バイアコム社内で、旧ウェスティングハウスの事業は商標管理以外は全て閉鎖。
- 2006年、バイアコムは2社に分割され、旧バイアコムがCBSコーポレーションに改称、非放送部門を新生バイアコムとし、商標会社ウェスティングハウス・エレクトリック・コーポレーションはCBSコーポレーション傘下に残る。

## ウェスティングハウス・ブランドのライセンス
1886年に設立されたオリジナルの総合電機メーカーは買収により消滅しているものの、現在、ウェスティングハウス（またはウェスチングハウス）のブランド名で数多くの製品が販売されている。これらは1998年CBSコーポレーション時代にその子会社として設立された、新しいウェスティングハウス・エレクトリックが、他の製造業者に対してブランド名をライセンスしたものである。現在は現・CBSコーポレーション傘下の「ウェスティングハウス・ライセンシング・コーポレーション（Westinghouse Licensing Corporation）」がブランド管理会社として運営されている。
いくつかの製品は、旧来のウェスティングハウス・エレクトリックで手がけていた分野のものある。しかし、現在は旧来のような製造業としてのウェスティングハウス・エレクトリックが存在していないため、ウェスティングハウス・エレクトリックが製造したものでないのはもちろんのこと、現在のブランド管理会社のウェスティングハウス・ライセンシング・コーポレーションで積極的に品質管理を行っているものでもない。